# Pentapodus bifasciatus
Pentapodus bifasciatus là một loài cá biển thuộc chi Pentapodus trong họ Cá lượng. Loài cá này được mô tả lần đầu tiên vào năm 1848.

## Từ nguyên
Từ định danh bifasciatus được ghép bởi hai âm tiết trong tiếng Latinh: bi ("hai") và fasciatus ("có sọc"), hàm ý đề cập đến hai sọc màu trắng xám ở hai bên lườn của loài này (thực tế có đến ba, do Bleeker không đề cập đến sọc ngay dưới gốc vây lưng).

## Phân bố và môi trường sống
P. bifasciatus có phân bố giới hạn trong quần đảo Mã Lai, bao gồm Philippines, Indonesia (trừ các nhóm đảo phía đông), Malaysia và Singapore.
P. bifasciatus sống trên nền đáy bùn cát, gần các rạn san hô và thảm cỏ biển ở độ sâu khoảng 2–20 m.

## Mô tả
Chiều dài cơ thể lớn nhất được ghi nhận ở P. bifasciatus là 20 cm. Loài này có thể phân biệt với Pentapodus trivittatus nhờ vào các vảy ở đầu kéo dài về phía trước đến "lỗ mũi", không có vảy ở vùng dưới mắt, và có một vạch trắng ở rìa trên của nắp mang.
Số gai vây lưng: 10; Số tia vây lưng: 9; Số gai vây hậu môn: 3; Số tia vây hậu môn: 7; Số gai vây bụng: 1; Số tia vây bụng: 5.

## Sinh thái
Thức ăn của P. bifasciatus là cá nhỏ, giáp xác (tôm, giáp xác chân khớp) và giun nhiều tơ.

## Sử dụng
P. bifasciatus thường được đánh bắt ngẫu nhiên bằng cách thủ công (lưới kéo, dây câu), cũng có thể được bán trong các chợ cá.